# La Leche League
La Leche League International (LLLI) è un'organizzazione internazionale non governativa senza scopo di lucro che organizza attività informative e di sostegno relative all'allattamento. È stata fondata nel 1956 ed è presente in circa settantadue Paesi.
L'obiettivo dell'Organizzazione è fornire appoggio da madre a madre e riconoscere l'importanza della maternità attraverso l'allattamento, soprattutto in una cultura sociale in cui la maternità e l'allattamento spesso non sono valorizzati. Questo include anche un'attenzione alle strutture famigliari attuali e alle diverse opzioni di alimentazione che comprendano sempre l'allattamento. Negli ultimi anni l'Organizzazione ha compiuto grandi sforzi per migliorare l'approccio alle varie diversità e all'uguaglianza.

## Italia
La Leche League Italia è stata ufficialmente fondata a Milano nel 1979 da un gruppo di mamme fra cui Shanda Bertelli e Rosalind Nesticò. Oggi ha sede a Roma, con più di 120 Consulenti volontarie attive, e partecipa a molti gruppi di lavoro sull'allattamento, tra cui quello del Ministero della Salute italiano.